# West Portsmouth
West Portsmouth és una concentració de població designada pel cens dels Estats Units a l'estat d'Ohio. Segons el cens del 2000 tenia 3.458 habitants.

## Demografia
Segons el cens del 2000, West Portsmouth tenia 3.458 habitants, 1.368 habitatges, i 995 famílies. La densitat de població era de 281,1 habitants per km².
Dels 1.368 habitatges en un 32,8% hi vivien nens de menys de 18 anys, en un 53,1% hi vivien parelles casades, en un 14,6% dones solteres, i en un 27,2% no eren unitats familiars. En el 23,1% dels habitatges hi vivien persones soles l'11,4% de les quals corresponia a persones de 65 anys o més que vivien soles. El nombre mitjà de persones vivint en cada habitatge era de 2,53 i el nombre mitjà de persones que vivien en cada família era de 2,96.
Per edats la població es repartia de la següent manera: un 25,9% tenia menys de 18 anys, un 8,8% entre 18 i 24, un 28,9% entre 25 i 44, un 22,4% de 45 a 60 i un 14% 65 anys o més.
L'edat mediana era de 36 anys. Per cada 100 dones de 18 o més anys hi havia 88,1 homes.
La renda mediana per habitatge era de 27.668 $ i la renda mediana per família de 31.281 $. Els homes tenien una renda mediana de 27.193 $ mentre que les dones 17.644 $. La renda per capita de la població era de 12.345 $. Aproximadament el 18,9% de les famílies i el 22,1% de la població estaven per davall del llindar de pobresa.

## Poblacions més properes
El següent diagrama mostra les poblacions més properes.